# Alberto Gliričić
Alberto Gliričić (in croato Ivan Albert Gliričić, noto anche con il patronimico Duimi, Duymic e simili; Cattaro, 1510 circa – Roma, tra il 4 giugno e il 5 ottobre 1564) è stato un teologo e vescovo cattolico croato.

## Biografia

### Origini e attività teologica
Nacque a Cattaro, nell'allora Albania veneziana, figlio di Doimo. Iniziò la carriera ecclesiastica in giovanissima età, entrando nel convento dei domenicani della sua città.
Nel 1539 si trasferì a Bologna per gli studi. Divenuto magister, passò a Roma dove fu professore di teologia e lettore delle Sacre Scritture alla Sapienza. Dal 1545 ricoprì anche la carica di rettore dell'Università di Siena.
Alla fine del 1546 il suo Ordine lo assegnò definitivamente al suo convento di Cattaro, ma poté rimanere nella Curia romana come consigliere del cardinale Uberto Gambara.
Teologo apprezzatissimo da papa Paolo III, fu componente della commissione nominata per abbozzare cinque decreti sulla giustificazione, uno degli aspetti più spinosi trattati dal Concilio di Trento. Il 17 luglio 1546 i "giudizi" furono inviati all'assemblea assieme a una lettera del cardinale Guido Ascanio Sforza, che lodava il Gliričić definendolo "ben letterato ancorché molto giovane".
Nell'aprile successivo, assieme a Bartolomeo Spina, curò la prima edizione del Tractatus de veritate Conceptionis b. Virginis, composto da Juan de Torquemada un secolo prima. Morto improvvisamente lo Spina, il Gliričić si occupò dell'indice e della prefazione (detta Epistola praeliminaris) che l'unico su scritto pubblicato; in essa sostenne la tesi secondo cui la Vergine sarebbe venuta alla luce, come qualsiasi essere umano, con il peccato originale, suggerendo di attenersi alla semplicità delle Scritture.
L'argomento era molto delicato e a Trento era al centro di un acceso dibattito; Ambrogio Politi, confutando quanto sostenuto dal Gliričić, definì l'Epistola "arrogantissima".
A partire dal giugno seguente, il Gliričić prese parte alla fase bolognese del concilio, intervenendo alle discussioni sulla pertinenza, sul purgatorio e sulle indulgenze. Il pensiero del teologo aderiva alla dottrina ufficiale, sostenendo l'esistenza del purgatorio (e giustificando, di conseguenza, le indulgenze) e affermando che la morte non avrebbe portato alla cancellazione delle pene per i peccati, come indicavano i luterani.

### Vescovo di Veglia
Il suo contributo al Concilio gli valse, probabilmente, la nomina a vescovo di Modruš (luglio 1549), una diocesi della Croazia da poco passata all'imperatore Ferdinando I. Poco tempo dopo la sede episcopale veniva distrutta da un'invasione di Turchi e, conseguentemente, il Gliričić venne trasferito sulla cattedra di Veglia (19 marzo 1550), nei domini della Serenissima.
Tra il 1553 e il 1554 fu a Roma quale membro e poi presidente della confraternita di San Girolamo degli Illiri. Tornò nella sua diocesi allorché papa Giulio III gli assegnò anche l'amministrazione di Modruš.
A Veglia risiedette sino al 1561 e vi svolse un'intensa attività pastorale. Tentò di fondare un seminario in lingua paleoslava e si impegnò a legalizzare l'uso dell'alfabeto glagolitico nelle liturgie. Fu forse grazie a lui se nel 1561 venne stampato a Venezia un messale con questi caratteri.
Fu inoltre coinvolto nelle secolari polemiche che opponevano l'autorità vescovile dell'isola al potere temporale dei Veneziani. Nel 1558 fu in lite con il podestà Angelo Gradenigo attorno ai beni ecclesiastici e a una decima che il governatore intendeva abolire. Sul finire dello stesso anno fu addirittura vittima di un attentato, da cui uscì ferito a una mano; riparato a Venezia denunziò i suoi attentatori che vennero processati e scomunicati.
Va inoltre ricordata la sua visita pastorale, iniziata il 27 dicembre 1561.

### La riapertura del Concilio
Il 19 febbraio 1561 papa Pio IV gli inviò una lettera, invitandolo perentoriamente a partecipare alla riapertura del Concilio, disertato da molti prelati. Il Gliričić arrivò a Trento solo il 3 luglio 1562, ciononostante ebbe modo di distinguersi non poco: intervenne assiduamente sui canoni di riforma, dichiarandosi favorevole alla politica di Ferdinando I riassunta nel libello che quest'ultimo aveva fatto pervenire al Concilio; inoltre, da vescovo veneziano qual era, sostenne la concessione del vino durante la comunione dei laici, prassi in uso a Cipro e a Candia e, in generale, in tutti quei territori dello Stato da Mar influenzati delle vicine popolazioni ortodosse.
Nei giorni seguenti la posizione del vescovo si fece sempre più scomoda. L'11 luglio si dichiarò favorevole all'abolizione del pagamento delle dispense e questo suo intervento venne letto da Paolo Sarpi come una denuncia della corruzione della Curia romana. Tra l'agosto e il settembre seguenti partecipò alla discussione sui canoni della dottrina della messa, dedicandosi in particolare al canone sugli abusi della messa; il Gliričić osteggiò particolarmente gli atteggiamenti "sconvenienti" attorno al rito sacrificale, non condividendo, assieme al solo arcivescovo di Granada e in linea con i teologi spagnoli, il valore sacrificale dell'Ultima Cena (riteneva che il sacrificio di Cristo si compisse solo sulla Croce). Sostenne, inoltre, il valore della messa in volgare.
Tra l'ottobre e il novembre rese esplicito il suo appoggio allo ius divinum dei vescovi, rivendicando maggiore libertà di azione per questi ultimi rispetto al papa. Questo argomento si inseriva nella più spinosa questione del Concilio, la tesi sulla residenza, sulla quale la gran parte dei legati tendeva a sorvolare.
La sua personalità polemica e poco incline al compromesso scaturì un intervento acceso che lo rese inviso agli altri vescovi. Il 18 novembre il cardinale Carlo Borromeo comunicava a un legato conciliare che il papa intendeva richiamare a Roma il Gliričić, ma gli venne risposto che non si sapeva quale pretesto usare per allontanarlo da Trento.

### Il ritorno a Roma
Con buona pace dei prelati, fu lo stesso vescovo di Veglia a chiedere una licenza per recarsi a Venezia, probabilmente per occuparsi del processo ai suoi attentatori. Il permesso fu concesso e anzi prolungato e alla fine Gliričić non fece ritorno a Trento, ma dovette portarsi a Roma, dove papa Pio IV gli diede un incarico nel Sant'Uffizio.
Questa sorta di "castigo" non sopì l'intemperanza del vescovo, che nel 1563 formulava un accesso invito al papa perché chiudesse il Concilio, altrimenti avrebbe rischiato di perdere l'intera Cristianità come i suoi predecessori avevano perso i protestanti.
A Roma continuò a partecipare alla confraternita di San Girolamo e il 9 aprile 1564 venne rieletto presidente, ma il 4 giugno seguente venne destituito a causa di una banale lite.
È questa l'ultima notizia sul suo conto. Il 6 ottobre seguente doveva essere già morto poiché in quel giorno Pietro Bembo era stato proposto a succedergli sulla cattedra di Veglia. Il 22 dicembre lo stesso Bembo riceveva in eredità i suoi beni.
Nonostante la sua vena intransigente e la sua preparazione teologica, Gliričić fu un prelato del suo tempo e conduceva una vita tutt'altro che sobria. Nel Concilio tridentino conservato nell'archivio segreto vaticano si annota, con una vena di biasimo, come egli facesse parte di un gruppo di dodici prelati che dedicava ogni domenica a svaghi e sontuosi banchetti.